# Geschiedenis van Apple Inc.

Apple-logo 'Think different.'

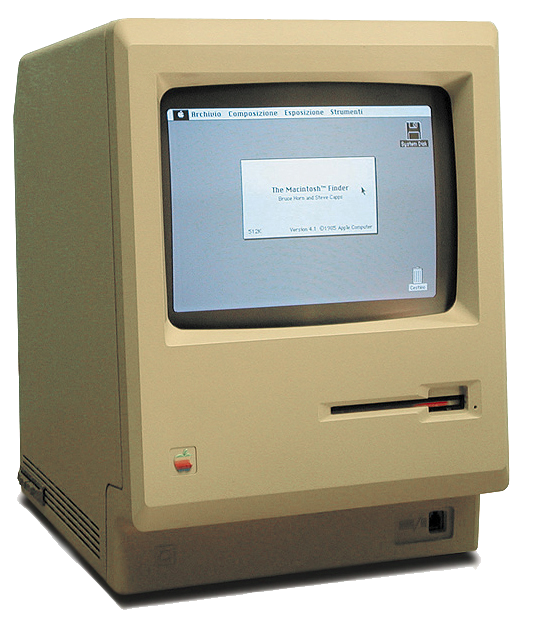
De Apple Macintosh (1984)

De geschiedenis van Apple Inc. beschrijft het tot stand komen van de multinational Apple Inc.
Apple is vooral bekend van zijn reeks Apple Macintosh-computers, de iPod-muziekspelers, de iPhone-smartphone en de iPad. Naast hardware ontwikkelt het zelf ook veel software voor het eigen macOS, maar ook voor Windows. Eind jaren zeventig is Apple bekend geworden met de Apple II, een van de eerste succesvolle personal computers ter wereld. De Apple II speelde een essentiële rol bij de opkomst van de pc-markt. Aan deze reeks van kleine successen kwam echter een abrupt einde door een op handen zijnd bankroet. In 1997 stond het bedrijf aan de rand van de afgrond, maar met een investering van 160 miljoen dollar door Microsoft is het bedrijf weer op de been geholpen. Microsoft is sindsdien dan ook aandeelhouder.
Tegenwoordig geniet Apple Inc. van een zeer herkenbaar beeldmerk, wat zij dan ook veelvuldig inzet ter promotie van het bedrijf. Eind 2009 werd Apple door het Amerikaanse reclamemagazine AdWeek uitgeroepen tot merk van het decennium. De AdWeek-redactie schreef het succes van het merk toe aan toenmalig ceo Steve Jobs, die "de belichaming van het merk" en "een briljante marketeer" werd genoemd.
Sinds de introductie van de iMac in 1998 is de aandacht die Apple aan de vormgeving van zijn producten besteedt ook breder bekend. Dit in grote mate dankzij de ontwerpen van Jonathan Ive, die in 2005 voor zijn werk werd geridderd door de Britse koningin. Het is niet overdreven te stellen dat de vormgeving van Apple-producten een grote invloed uitoefent op de industrie en het heeft in het verleden meermalen nieuwe concepten populair gemaakt. Sinds 2000 is Apple zich breder gaan ontwikkelen en heeft het zijn kennis van computers, besturingssystemen, marketing, ergonomie en vormgeving gebruikt voor de ontwikkeling van onder andere de iTunes Store en de muziekspeler iPod.

## Tijdlijn

### 1976 - 1984: Oprichting en beginjaren
Achtereenvolgens waren er de Apple I, de Apple II-familie en de Apple III.

### 1984 - 1991: Macintosh-succes
Apple heeft sterk bijgedragen aan de totstandkoming van een vensteromgeving met muis-aanwijzer. Toen IBM zich klaarmaakte om de prille pc-markt te betreden, moest Apple met een revolutionair nieuw product komen om weerstand te bieden aan IBM. De middelen hiertoe zouden uit een onverwachte hoek komen. Apple had eind jaren zeventig een reputatie opgebouwd als progressief computerbedrijf in Silicon Valley. Hierdoor wist het bedrijf enkele ambitieuze Xerox PARC-werknemers binnen te halen en zij adviseerden Apple-oprichter Steve Jobs eens de pionierende computerinterface van het PARC te bekijken. Aangezien het bestuur van Xerox weinig zag in de computermuis en grafische gebruikersomgeving (GUI), zagen zij ook geen bezwaar om Apple een kijkje te gunnen binnen het PARC-centrum. In ruil voor aandelen in Apple, werden in december 1979 Jobs en zijn team rondgeleid bij Xerox PARC en werden diverse demonstraties gegeven. Na het opdoen van de nodige inspiratie realiseerde Steve Jobs zich al gauw de potentie van de GUI-concepten die waren ontwikkeld door de Xerox-ingenieurs. Na dat bezoek richtte hij teams binnen Apple op, die onder leiding van Jef Raskin een gebruikersvriendelijke, grafische werkomgeving zouden ontwikkelen. Dit resulteerde aanvankelijk in de Apple Lisa, maar kwam in 1984 tot rijping met de introductie van de Macintosh. De grafische gebruikersomgeving in Apples computers zou later de naam Mac OS krijgen.
Apple heeft zelf dus niet het originele GUI-concept bedacht, maar was wel de eerste die het succesvol implementeerde in een gebruikersvriendelijk computersysteem. Daarbij heeft Apple vele verfijningen en uitbreidingen aangebracht die later door vele andere fabrikanten zouden worden overgenomen. Zo heeft Microsoft voor het bekende Windows-besturingssysteem veel ideeën van Apple overgenomen, hetgeen later zou uitmonden in een langdurige rechtszaak. Met de ontwikkelde grafische gebruikersomgeving (GUI) heeft Apple wel sterk bijgedragen aan de totstandkoming van het huidige veelal gebruikte vensteromgeving met muis-aanwijzer.

### 1991 - 1997: Tegenspoed en herstructurering
In het begin van de jaren negentig bracht Apple een aantal goedkopere Macintosh-modellen op de markt. Het succes van deze modellen had echter een negatief effect op de verkoop van de duurdere modellen. Daarom lanceerde Apple verschillende nieuwe productlijnen bestaande uit grotendeels identieke machines in verschillende prijsklassen, die op verschillende markten gericht waren: de high-end Quadra-serie, de middenklasse Centris-serie en de Performa-serie voor de consumentenmarkt. Dit leidde tot grote verwarring omdat klanten het verschil tussen de modellen niet begrepen. 
Apple experimenteerde tezelfdertijd ook met een aantal andere, onsuccesvolle consumentenproducten, waaronder digitale camera's, draagbare cd-audiospelers en tv-apparatuur. Ondertussen bleef Microsoft verder marktaandeel winnen door zich met Windows vooral te concentreren op goedkope PC's.
In 1994 schakelde Apple over op de PowerPC-processor en liet het andere bedrijven toe om Macintosh-klonen te gaan bouwen (zoals bijvoorbeeld de SuperMac), wat eveneens verder knaagde aan de winstmarges van de high-end Macintosh-modellen.
Deze periode werd ook gekenmerkt door talrijke mislukte pogingen om het Macintosh-besturingssysteem (Mac OS) te moderniseren. Het originele Macintosh-besturingssysteem was niet gebouwd voor multitasking. Eind 1987 had Apple geprobeerd dit te corrigeren door coöperatieve multitasking te introduceren, maar een modernere aanpak drong zich op. Dit leidde tot het Pink-project in 1988, A/UX in datzelfde jaar, Copland in 1994 en een poging om BeOS aan te kopen in 1996.
Slechts enkele weken voor een nakend faillissement besloot Apple dat NeXTSTEP een betere keuze was voor zijn volgende besturingssysteem en kocht eind 1996 NeXT, waarmee Apple mede-oprichter Steve Jobs terugkeerde in het bedrijf.

### 1997 - 2007: Terugkeer naar winstgevendheid
De terugkeer van Steve Jobs bracht grote veranderingen met zich mee voor Apple: 70% van de producten werden geschrapt, 3000 werknemers werden ontslagen en de overeenkomsten met andere bedrijven om Macintosh-klonen te produceren werden beëindigd. Eind 1997 introduceerde Apple de Apple Store-website, die gekoppeld werd aan een nieuwe build-to-order productie, een concept dat eerder al met succes door pc-fabrikant Dell was toegepast. Door al deze wijzigingen, in combinatie met een investering van 160 miljoen dollar door Microsoft, slaagde Jobs er aan het einde van zijn eerste jaar als CEO in om het bedrijf weer winstgevend te maken.
In 2001 introduceerde Apple een volledig nieuw besturingssysteem, Mac OS X. Het besturingssysteem was alleen geschikt voor Macintoshcomputers en was gebaseerd op NeXTStep en het oudere Mac OS 9. Op de MacWorld Expo in San Francisco van 10 januari 2006 introduceerde Apple de eerste Macintoshcomputers met Intel x86-processors. Op de Worldwide Developers Conference op 7 augustus 2006 werd met de lancering van de Mac Pro de overgang naar Intelprocessors voltooid.

### 2007 - 2011: Succes met mobiele consumentenelektronica
Op de Expo van 9 januari 2007 introduceerde Apple de iPhone, de nieuwe Mac mini en Apple TV.
Tevens heeft in 2007 het bedrijf formeel zijn naam gewijzigd van Apple Computer, Inc. naar Apple Inc., om duidelijk aan te geven dat het productaanbod van het bedrijf meer dan enkel computers omvat. Het logo verwijst naar de vrucht van de boom van kennis van goed en kwaad. Deze vrucht wordt vaak met de appel vereenzelvigd. In het Bijbelverhaal nam Eva een hap van de vrucht toen de mens nog in het paradijs verbleef.

### 2011 - heden: Post-Steve Jobstijdperk; onder leiding van Tim Cook
Apple heeft op 20 augustus 2012 met een beurswaarde van ruim 620 miljard Amerikaanse dollar een record gevestigd. Het oude record stond op naam van Microsoft. Dat softwarebedrijf had op 30 december 1999 op de beurs een waarde van 618,9 miljard dollar. Deze toppositie wist Apple overigens niet vast te houden. Zo was in januari 2013 de waarde gedaald tot 413,7 miljard dollar. Op 17 april 2013 zakte de waarde van het aandeel voor het eerst sinds 2011 weer onder de 400 dollar. Op 10 februari 2015 werd Apple het eerste Amerikaanse bedrijf ooit dat bij het slot van de beursdag meer dan 700 miljard dollar waard is. Op 2 augustus 2018 passeerde Apple als eerste Amerikaanse bedrijf tot dan toe een beurswaarde van 1 biljoen dollar. Twee jaar later, op 19 augustus 2020, bereikte Apple als eerste techbedrijf de grens van 2 biljoen dollar.

## CEO's door de jaren heen
- 1977–1981: Michael Scott
- 1981–1983: Mike Markkula
- 1983–1993: John Sculley
- 1993–1996: Michael Spindler
- 1996–1997: Gil Amelio
- 1997–2011: Steve Jobs
- 2011–heden: Tim Cook

Steve Jobs heeft ontslag genomen als CEO op 24 augustus 2011, en is overleden op 5 oktober 2011. Tussen januari en juni 2009 was in verband van medisch verlof Tim Cook waarnemend CEO.